# Taco de beisebol

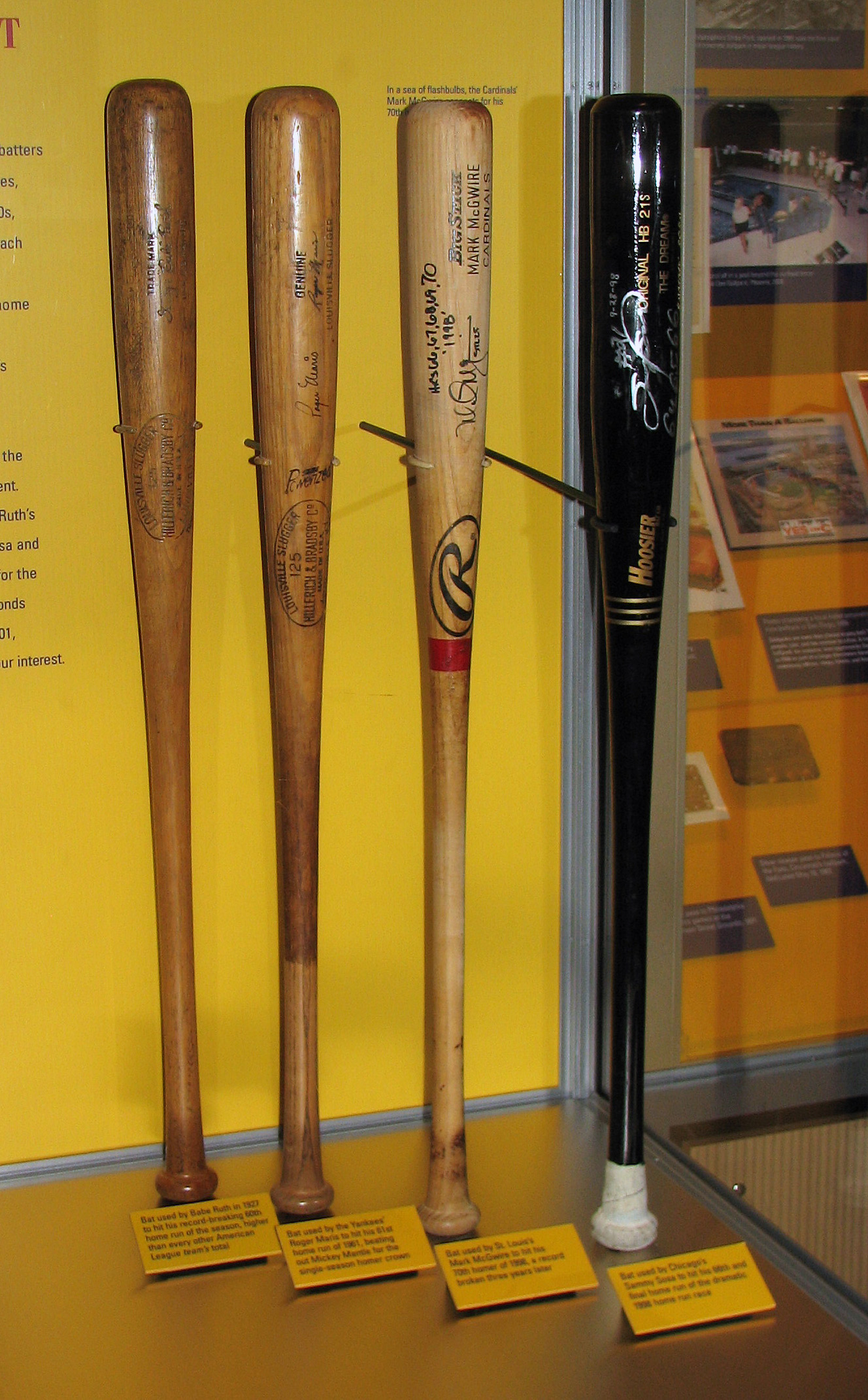
Tacos de Beisebol.

Um taco de beisebol é um equipamento desportivo básico para a prática de beisebol. Existem três tipos de tacos: Os tacos de madeira, os de alumínio e os de fibra de carbono. No Brasil, somente a categoria adulta utiliza bastões de madeira nos campeonatos oficiais. Mas muitas equipes juvenis que são mais experientes podem jogar com os tacos de madeira.